# 岡本伊三美
岡本伊三美（1931年2月26日—）為日本的棒球選手、教練，出生於大阪府大阪市。他曾效力於日本職棒福岡軟體銀行鷹等，1952年退休，生涯通算125支全壘打。